# سيباستيان كوبر
سيباستيان كوبر (بالألمانية: Sebastian Köber)‏ (مواليد 28 مايو 1979) هو ملاكم ألماني، مثّل بلاده في الألعاب الأولمبية الصيفية في دورتي 2000 و2004.

## روابط خارجية
سيباستيان كوبر على موقع بوكس ريك (الإنجليزية) (registration required)
- سيباستيان كوبر على موقع اللجنة الأولمبية الدولية (الإنجليزية)
- سيباستيان كوبر على موقع أوليمبيديا (الإنجليزية)